# 齐姓
齊姓為中文姓氏之一，在《百家姓》中排名第87位。

## 起源
齐氏來源有如下若干：
1. 出自姜姓，为四岳后裔商末周初齐国太公望之后，以国名为氏。太公望，姜姓，呂氏，名尚，字子牙（一说字望）。先祖曾任四岳，因辅佐禹平水土有大功，虞夏之际封于吕，氏从其封地，因名吕尚[1]。是商末周初著名的军事家、政治家。东海上人。曾垂钓于渭水之滨，被周文王礼聘为辅助大臣。武王伐商时，任统兵师氏（简称师），被尊为师尚父，号太公望，又号太师尚父[2]。在牧野之战中，歼敌立功，是周朝的第一开国功臣。成王时封于齐，建都营丘，授以征讨五侯九伯的特权，地位在各封国之上[3]。春秋末年，田氏代齐后，原齐国公族乃以国为氏，称齐姓。
2. 出自姬姓，为春秋时卫国大夫齐子之后，以祖字为氏。
3. 出自是姓，为唐代宣城郡司马齐光之后，改为齐姓。
4. 出自他族改姓而来。

① 武都氐人有齐姓。

② 清满洲八旗姓喜塔喇氏、齐佳氏等均有改为齐姓者。

③ 清云南丽江府石鼓、中江等地土把总有齐姓，为纳西族。

④ 今满、赫哲、蒙古等民族均有齐姓。

## 齐氏古墓
- 唐右仆射协律齐公墓（闽齐氏始祖墓），位于福州高盖山公园天池顶峰。[原創研究？]

## 延伸阅读
[在维基数据编辑]
 《百家姓》
 《欽定古今圖書集成·明倫彙編·氏族典·齊姓部》，出自陈梦雷《古今圖書集成》